# Census Area di Bethel
La Census Area di Bethel, in inglese Bethel Census Area, è una census area dello stato dell'Alaska, negli Stati Uniti, parte dell'Unorganized Borough. La popolazione al censimento del 2000 era di 16.006 abitanti.

## Geografia fisica
La census area si trova nella parte sud-occidentale dello stato e comprende l'isola Nunivak, nel mare di Bering. Lo United States Census Bureau certifica che la sua estensione è di 117.866 km², di cui 12.627 km² coperti da acque interne.

### Suddivisioni confinanti
- Census Area di Wade Hampton - nord-ovest
- Census Area di Yukon-Koyukuk - nord
- Borough di Matanuska-Susitna - est
- Borough della Penisola di Kenai - sud-est
- Borough di Lake and Peninsula - sud
- Census Area di Dillingham - sud

## Centri abitati
Nella Census Area di Bethel vi sono 18 comuni (city) e 19 census-designated place.

### Comuni
| - Akiak - Aniak - Bethel - Chefornak - Chuathbaluk - Eek - Goodnews Bay - Kwethluk - Lower Kalskag | - Mekoryuk - Napakiak - Napaskiak - Nightmute - Nunapitchuk - Platinum - Quinhagak - Toksook Bay - Upper Kalskag |

### Census-designated place
| - Akiachak - Atmautluak - Crooked Creek - Crow Village - Georgetown - Kasigluk - Kipnuk - Kongiganak - Kwigillingok - Lime Village | - Napaimute - Newtok - Oscarville - Red Devil - Sleetmute - Stony River - Tuluksak - Tuntutuliak - Tununak |